# رحمة بورقية
رحمة بورقية (ولدت بالخميسات سنة 1949) أكاديمية وباحثة اجتماعية مغربية مارست التعليم العالي وعملت أستاذة في علم الاجتماع والدراسات الإنسانية. هي أول امرأة تعمل كرئيسة جامعة بالمغرب كما كانت عضوا في اللجنة الملكية التي أنيط بها إصلاح مدونة الأسرة.
و تشغل بورقية منصب رئيسة جامعة الحسن الثاني في المحمدية .

## مسيرتها
حصلت على الاجازة في مجال العلم الاجتماعي من جامعة محمد الخامس وتابعت دراستها في نفس المجال بجامعة مانشيستر بالمملكة المتحدة .اشتغلت بالتدريس كما عملت في عدة جمعيات وطنية ودولية .
تعد من النساء الرائدات في المغرب اللواتي أثبتن وجودهن إلى جانب الرجل وساهمن في تنمية المجتمع المغربي في المجال الاقتصادي والثقافي والاجتماعي . وهي تشدد على أن مهمة تخليص المرأة العربية في دول العالم الثالث من الصورة السيئة المأخودة عنها تعود إلى جميع أفراد المجتمع ككل وقد أشارت إلى هذه النقطة في مختلف كتبها وخطاباتها التي ألقتها في مجالس وندوات متعددة تتمحور حول هذا الموضوع.

## مناصبها
- أستاذة التعليم العالي.
- مديرة للهيئة الوطنية للتقييم لدى المجلس الأعلى للتعليم (2014)[5]
- عميدة كلية الآداب والعلوم الإنسانية ، جامعة الحسن الثاني بالمحمدية (2002)
- رئيسة الجامعة،جامعة الحسن الثاني بالمحمدية
- رئيسة وحدة التدريب والبحث العلمي في علم الاجتماع الريفي والتنمية ، جامعة محمد الخامس بالرباط (1997-2001).
- عضو اللجنة الوطنية لاعتماد وتقييم البرامج بوزارة التعليم العالي.
- عضو اللجنة الاستشارية الملكية لمراجعة قانون الأحوال الشخصية.
- عضو المجلس الاستشاري لمؤسسة الملك عبد العزيز آل سعود للدراسات الإسلامية والعلوم الإنسانية (الدار البيضاء).[6]

## مؤلفاتها
ولبورقية قائمة طويلة من المراجع والمقالات التي نشرت باللغات العربية والفرنسية والإنجليزية، والتي تشمل العديد من المجالات،
من أهم مؤلفاتها :
- الدولة، السلطة والمجتمع
- النساء.. ثقافة ومجتمع المغرب العربي (1995)
- المرأة الخصوبة (1999)
- مسيرة امرأة

## جوائز
حصلت على جائزة «مالكولم كيرط، لأفضل دكتوراه من الولايات المتحدة سنة 1988، والتي تمنحها الجمعية الأمريكية للدراسات حول المغرب العربي والشرق الأوسط. كما حصلت بورقية على جوائز دولية أخرى، من بينها الدكتوراه الفخرية لجامعة إنديانا الولايات المتحدة ثم لجامعة لييج بلجيكا وجامعة «باريس -أويست نانتير لا ديفانس»،